# Pseudocepola
Pseudocepola is een monotypisch geslacht van straalvinnige vissen uit de familie van lintvissen (Cepolidae).

## Soort
- Pseudocepola taeniosoma Kamohara, 1935